# Dobra publiczne
Dobra publiczne – dobra charakteryzujące się brakiem możliwości wyłączenia ich z konsumpcji oraz jednocześnie ich niekonkurencyjnością w konsumpcji. 
Pierwszy warunek w definicji dobra publicznego oznacza, że dostawca dobra nie może legalnie zapobiec używaniu dobra przez innych. Drugi warunek oznacza, że konsumpcja dobra przez jedną osobę, nie pozbawia innych osób możliwości konsumpcji tego samego dobra, a zatem bez żadnych konsekwencji dobro może być konsumowane przez wiele osób jednocześnie. 
Powyższa definicja nie jest jedyną powszechnie używaną. Ekonomista Paul Samuelson, który jako pierwszy formalnie rozważał dobra publiczne w swoim artykule zatytułowanym The Pure Theory of Public Expenditure z 1954 roku rozważał dobra, które jedynie nie są konkurencyjne w konsumpcji. Ta szersza definicja jest stosowana przez niektórych do tej pory. Co więcej, niekiedy, w jeszcze szerszym znaczeniu, dobra publiczne obejmują również dobra, które spełniają tylko jeden z powyższych dwóch warunków. Wówczas dobra publiczne w węższym znaczeniu podanym powyżej określa się jako czyste dobra publiczne.
Ta formalna definicja używana współcześnie przez ekonomistów nie jest do końca zgodna ze słownikową definicją dobra publicznego jako dobra dostępnego i przeznaczonego dla wszystkich oraz związanego z urzędem lub instytucją nieprywatną. Ta słownikowa definicja była stosowana w ekonomii w pierwszej połowie XX wieku i pozostaje używana współcześnie w dyskursie politycznym. Dobra publiczne w tej słownikowej definicji ekonomiści określają zazwyczaj jako dobra społeczne. Są to dobra, które zazwyczaj mogłyby być dobrami prywatnymi, ale z różnych powodów, zwykle na skutek prowadzonej przez władze publiczne polityki społecznej, są dostępne dla każdego obywatela i finansowane z funduszy publicznych (np.: w Polsce oświata czy opieka zdrowotna). Na decyzje o wydatkach na dobra publiczne często silnie wpływają zarówno względy polityczne, jak i wyniki analizy kosztów i korzyści.
Dobra publiczne są jednym z przykładów zawodności rynku.

## Przykłady
Definicję dobra publicznego można zilustrować na przykładzie pokazu sztucznych ogni. Nie ma możliwości wyłączenia z ich konsumpcji, ponieważ jeżeli ktoś znajduje się w miejscu, z którego dobrze widać pokaz, wówczas organizująca go firma nie może zabronić mu go oglądać. Z drugiej strony, fajerwerki nie są konkurencyjne w konsumpcji, ponieważ oglądanie ich przez jedną osobę nie pozbawia innych możliwości oglądania tego samego pokazu. Świadczeniu dóbr publicznych często towarzyszy tzw. efekt gapowicza.
Bardziej klasycznym przykładem dobra publicznego jest obrona narodowa. Ponosząc wydatki na obronę narodową państwo zapewnia bezpieczeństwo wspólnie wszystkim obywatelom. Innym typowym przykładem jest telewizja lub radio nadawane bezpłatnie w systemie free-to-air. Nadawca sygnału nie jest w stanie zapobiec odbieraniu go przez osobę dysponującą odpowiednim urządzeniem, a odbieranie sygnału przez jedną osobę nie wpływa na możliwość jego odbioru przez inne osoby.
W niektórych przypadkach określenie czy dobro jest publiczne czy nie, może być kontrowersyjne. Infrastruktura drogowa często podawana jest jako przykład dobra publicznego. Teoretycznie, spełnia ona oba warunki wymagane w definicji dobra publicznego. Jednak w przypadku bardzo dużego natężenia ruchu drogowego, na drogach występuje konkurencyjność w konsumpcji. Im więcej kierowców na drogach, tym większe korki, dłuższy czas podróży i potencjalnie więcej wypadków. Z tego powodu, infrastrukturę drogową można uważać za dobro publiczne przy niewielkim natężeniu ruchu, ale już przy dużym natężeniu ruchu jedynie za jeden ze wspólnych zasobów. 

## Terminologia i rodzaje dóbr publicznych
Poniższa tabela przedstawia klasyczny podział dóbr za względu na możliwość wyłączenia ich z konsumpcji oraz na ich konkurencyjność w konsumpcji.
| Klasyczny podział dóbr       | Klasyczny podział dóbr | Możliwość wyłączenia z konsumpcji                   | Możliwość wyłączenia z konsumpcji                                    |
| Klasyczny podział dóbr       | Klasyczny podział dóbr | TAK                                                 | NIE                                                                  |
| ---------------------------- | ---------------------- | --------------------------------------------------- | -------------------------------------------------------------------- |
| Konkurencyjność w konsumpcji | TAK                    | dobra prywatne: żywność, odzież, komputery          | wspólne zasoby: środowisko naturalne                                 |
| Konkurencyjność w konsumpcji | NIE                    | dobra klubowe: szkoły prywatne, teatry, kina, kluby | dobra publiczne: obrona narodowa, policja, straż pożarna, informacja |

Niekiedy, w szerszym znaczeniu do dóbr publicznych zalicza się również dobra klubowe i wspólne zasoby. W węższej definicji dobra publiczne nie obejmują dóbr klubowych i wspólnych zasobów, i określa się je wówczas czystymi dobrami publicznymi.
Pojęciem przeciwnym do dóbr publicznych są dobra prywatne. Dobrem prywatnym jest np. chleb czy samochód. Są to dobra, których konsumpcja dostępna jest tylko dla osób posiadających własne środki finansowe na ich zakup.